# Ornithodesmus
Ornithodesmus é um gênero de pequeno dinossauro dromeossaurídeo da Ilha de Wight a sul da Grã-Bretanha e datado em cerca de 125 milhões de anos. O nome foi originalmente atribuído a um sacro semelhante a um pássaro (uma série de vértebras fundidas aos ossos do quadril), inicialmente acredita-se que vêm de um pássaro

## História e classificação
Ornithodesmus cluniculus foi descrito pela primeira vez por Harry Govier Seeley em 1887, baseado em um conjunto de seis vértebras fundidas do quadril (sacrum), número do espécime BMNH R187, encontrado por William D. Fox na Formação Wessex de Brook Bay. Seeley pensou que os ossos vinham de um pássaro primitivo, e deu-lhe um nome que significa "elo de pássaro".
Mais tarde naquele ano, John Hulke (em um jornal anônimo) sugeriu que os restos mortais pertenciam a um pterossauro. O próprio Seeley mais tarde mudou sua opinião quando descreveu o esqueleto completo (número de espécime BMNH R176) de uma nova espécie de pterossauro que ele acreditava estar intimamente relacionado com O. cluniculus. Ele nomeou esta nova espécie ornithodesmus latidens em 1901. Embora Seeley na época, o considerasse um pterossauro. Por mais de um século após isso, o pterossauro O. latidens foi usado como o exemplo padrão de Ornithodesmus, e o espécime do tipo fragmentário foi largamente ignorado. Em 1913, Reginald Walter Hooley nomeou uma nova família para distinguir Ornithodesmus de outros grandes pterossauros conhecidos na época, Ornithodesmidae.
Em 1993, Stafford C. Howse e Andrew Milner reexaminaram o tipo de espécime de O. cluniculus e determinaram que Seeley havia encaminhado incorretamente a espécie pterossauro para este gênero. Eles identificaram O. cluniculus como um dinossauro terópode. Especificamente, eles sugeriram que era um troodontid, baseado em sua semelhança com o suposto espécime troodontid BMNH R4463. No entanto, estudo posterior de Peter Makovicky e Mark Norell mostrou que este espécime era um dromaeosauróide; Por causa dessa identificação errada, eles sugeriram que Ornithodesmus era provavelmente um dromaeossaurídeo também. Darren Naish e colegas em 2001 argumentaram contra uma identidade dromaeossauróide para Ornithodesmus, sugerindo em vez disso que estava relacionado com os ceratossauros ou coelofisídeos. No entanto, esses cientistas mais tarde mudaram suas opiniões, publicando um artigo em 2007 que concordava com estudos anteriores e classificando Ornithodesmus como um dromaeosaurídeo. Uma análise de 2019 colocou Ornithodesmus na família Unenlagiidae, de outra forma considerado um subgrupo de Dromaeosauridae.
Os espécimes mais completos do pterossauro que há muito estavam associados ao nome Ornithodesmus receberam um novo nome em 2001, Istiodactylus.